# Kruševská republika
Kruševská republika (makedonsky a bulharsky Крушевска Република, arumunsky Republica di Crushuva) byla krátce existující republika v dnešní Severní Makedonii. Vznikla v srpnu 1903 a zanikla téhož roku v srpnu. Ke vzniku jí pomohlo Ilindenské povstání. Prezidentem se stal Nikola Karev, ministerským předsedou Vangel Dinu. Republice předcházela i následovala Osmanská říše.

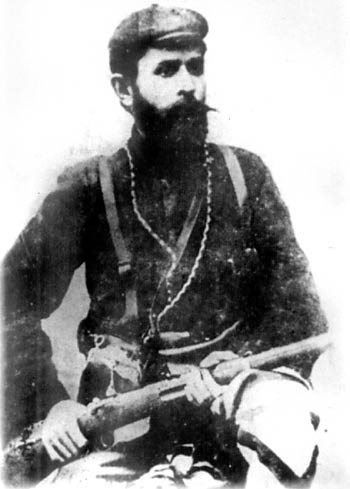
Nikola Karev

## Zmínky o republice v dnešní době
- Hymna Severní Makedonie